# Annarita Sidotiová
Annarita Sidotiová (25. července 1969 Gioiosa Marea, Sicílie – 21. května 2015 Gioiosa Marea, Sicílie) byla italská atletka, mistryně světa a dvojnásobná mistryně Evropy v chůzi na 10 km a halová mistryně Evropy v chůzi na 3 km. Mezi její úspěchy patří rovněž jedna zlatá a dvě bronzové medaile ze světových letních univerziád (1991, 1995, 1997).
Dne 1. července 1995 na národním šampionátu v italské Cesenaticu vytvořila časem 20:21,69 nový evropský rekord v chůzi na 5 km.
V květnu 2015 podlehla rakovině prsu.

## Osobní rekordy
- 3000 m chůze (hala) – 11:54,32 – 12. března 1994, Paříž
- 10 km chůze – 41:46 – 12. června 1994, Livorno
- 20 km chůze – 1.28:38 – 17. června 2000, Eisenhüttenstadt